# Vasilij Dmitrijevič Rikov
Vasilij Dmitrijevič Rikov (rusko Василий Дмитриевич Рыков), ruski general, * 1759, † 1827.
Bil je eden izmed pomembnejših generalov, ki so se borili med Napoleonovo invazijo na Rusijo; posledično je bil njegov portret dodan v Vojaško galerijo Zimskega dvorca.

## Življenje
Leta 1776 je vstopil v dvorni Preobraženski polk; čez tri leta je bil povišan v vodnika in 7. aprila 1782 je bil povišan v zastavnika. Zatem se je udeležil rusko-švedske vojne in leta 1790 je bil kot stotnik premeščen v Orenburški dragonski polk, s katerim se je udeležil bojev proti Poljakom v letih 1792 in 1794. 
Leta 1796 je bil povišan v majorja in 11. decembra 1798 je postal poveljnik Orenburškega dragonskega polka. 25. maja 1800 je bil povišan v podpolkovnika. 
29. avgusta 1805 je bil premeščen v novoustanovljeni Litvanski dragonski polk in 14. februarja naslednje leto je postal polkovni poveljnik. Leta 1806 se je udeležil bojev proti Francozom, za kar je bil 31. julija 1808 povišan v polkovnika. 
Leta 1810 je bil premeščen v moldavsko vojsko, katera se je bojevala proti Turkom. Udeležil se je tudi patriotske vojne v sestavi generalštaba Tollyja. 1. decembra 1815 je bil imenovan za poveljnika 3. brigade 1. ulanske divizije in 22. oktobra naslednje leto za poveljnika 2. brigade Ukrajinske kozaške divizije. 
16. novembra 1817 je postal poveljnik 1. brigade Buške ulanske divizije. 17. oktobra 1823 je bil razrešen poveljniškega mesta, a je kljub temu ostal v vojski.